# 邦達里夫卡 (索斯尼齊亞區)
51°25′31″N 32°24′42″E / 51.42528°N 32.41167°E
邦達里夫卡（烏克蘭語：Бондарівка），是烏克蘭北部的村莊，隸屬切爾尼希夫州的科留基夫卡區。該村始建於1650年，面積1.57平方公里，海拔高度123米，2001年人口225，人口密度每平方公里143.31人。